# Bartolomé Serrano Jiménez
Bartolomé Serrano Jiménez, més conegut com a Jim (Terrassa, Vallès Occidental, 5 de març de 1969) és un atleta català especialitzat en proves de camp a través, cursa de fons i ruta. S'inicià atlèticament a la Unió Atlètica Terrassa i, posteriorment, competí sota el paraigües de Nike, Inc., el Club Calvià de Mallorca, el Club Canet de Mar, Adidas, el Club California Sports i Puma. Amb la selecció espanyola fou dues vegades consecutives subcampió mundial de mitja marató per equips, el 1996 i 1997, i dues més medalla de bronze al Mundial de marató, el 1994 i 1995. Amb l'equip estatal de cros fou bronze al Mundial i subcampió d'Europa (1995). Fou campió d'Espanya de mitja marató el 1997, i el 2013 encara mantenia el rècord de Catalunya de mitja marató. Després de patir diverses lesions, es retirà de la competició professional el 2001.